# Cläre Schimmel
Cläre Schimmel auch Claire Schimmel, mit bürgerlichem Namen Klara Helene Emilie Schimmel (* 23. Januar 1902 in Stuttgart; † 6. März 1986 ebenda) war eine deutsche Hörspielregisseurin.

## Leben
Claire Schimmel wurde als Tochter des Buchhalters und führenden württembergischen Sozialdemokraten Kurt Schimmel in Stuttgart geboren. An der dortigen Hochschule für Musik zur Opernsängerin und Schauspielerin ausgebildet machte sie auf diesen Gebieten bald europaweit Karriere (u. a. 1934 mit live vorgetragenen Arien aus Wagner-Opern bei Radio Luxembourg), ab 1936 auch als Rundfunksprecherin. Im Berlin der 1940er-Jahre erlebte Cläre Schimmel die Anfänge des Fernsehens und übernahm erste Regieaufgaben. Von 1945 bis 1967 war sie Leiterin der Hörspielabteilung des Süddeutschen Rundfunks (SDR), die sie zusammen mit dem Chefdramaturgen Gerhard Prager aufgebaut und geprägt hat und wo sie bei annähernd 300 Hörspielen Regie führte. Neben den Verantwortlichen des Nordwestdeutschen Rundfunks (NWDR) seien es Prager und Schimmel gewesen, die das frühe Hörspiel dominiert und dessen Entwicklung „zum literarischen, fast reinen Wortspiel“ verstärkt hätten. 1953 wurde ihre Inszenierung des Stücks Die Andere und ich von Günter Eich (SDR 1952) mit dem renommierten Hörspielpreis der Kriegsblinden ausgezeichnet. Sie wird heute neben Fritz Schröder-Jahn, Walter Ohm und Gert Westphal zu den „großen Regisseuren“ der sogenannten „Blütezeit des Hörspiels“ in den 1950er Jahren gezählt.
Schimmel war am Wiederaufbau des Stuttgarter Rundfunks von den frühen Anfängen an beteiligt und soll 1948 bei der Bestellung von Erich Roßmann, einem Parteifreund ihres Vaters und NS-Verfolgten (den sie Onkelchen genannt habe), zum Intendanten von Radio Stuttgart eine nicht unwesentliche Rolle gespielt haben.
Cläre Schimmel blieb unverheiratet. Sie verstarb am 6. März 1986 in ihrem Haus im Stuttgarter Stadtteil Sonnenberg. Die Beisetzung fand im Familiengrab auf dem Waldfriedhof Stuttgart im Ortsteil Degerloch statt. Das Grab besteht seit 2001 nicht mehr.

## Werke
- Hans Hömberg: Kirschen für Rom mit Gustaf Gründgens. Bearbeitung: Heinz Huber. Regie: Cläre Schimmel. Prod.: SDR, 1953, ISBN 3-8291-1488-5.

## Hörspiele (Auswahl)
Die ARD-Hörspieldatenbank enthält (Stand: März 2025) für den Zeitraum von 1945 bis 1975 insgesamt 286 Datensätze, bei denen Cläre Schimmel als Regisseurin geführt wird.
- 1945: Simons Papa (nach Guy de Maupassant) (Radio Stuttgart)
- 1945: Das Mädchen vom Moorhof (nach Selma Lagerlöf) (Radio Stuttgart)
- 1946: Akulina (von Hans Sattler) (Radio Stuttgart)
- 1946: Julius Cäsar (nach William Shakespeare) (Radio Stuttgart)
- 1946: Der Heiratsantrag (nach Anton Tschechow)
- 1946: Paracelsus (nach Arthur Schnitzler)
- 1947: Nun singen sie wieder (nach Max Frisch)
- 1948: Der zerbrochene Krug (nach Heinrich von Kleist)
- 1949: Jacobowsky und der Oberst (nach Franz Werfel)
- 1950: André Gide/Jean-Louis Barrault: Der Prozeß (Hörspiel – SDR)
- 1951: Minna von Barnhelm (nach Gotthold Ephraim Lessing)
- 1952: Manfred (nach George Gordon Byron)
- 1954: Zwischen Erde und Himmel von Hans Rothe
- 1956: Der Biberpelz (nach Gerhart Hauptmann)
- 1956: Der Richter von Zalamea (nach Pedro Calderón de la Barca)
- 1957: Schirmers Erbschaft (nach Eric Ambler)
- 1958: Maigret und die schrecklichen Kinder (nach Georges Simenon; bearbeitet von Fred von Hoerschelmann)
- 1958: Sein erster Prozeß (Originalhörspiel von Paul Hühnerfeld)
- 1960: Der Bär (nach Anton Tschechow)
- 1960: Der Heiratsantrag (nach Anton Tschechow)
- 1964: Auferstehung (nach Leo Tolstoi)
- 1975: Auge um Auge (von Louis C. Thomas) (SDR)